# Trifolium cernuum
Trifolium cernuum es una especie herbácea perteneciente a la familia de las fabáceas originaria de la cuenca mediterránea y Macaronesia.  

## Descripción
Trifolium cernuum es una hierba de crecimiento anual, glabra o ligeramente pubescente. Tallos de 5-35 cm de altura, erectos o decumbentes, ramificados. Pecíolos de hasta 80 mm; folíolos de 5-15 mm, elípticos u obovados, denticulados. Inflorescencias de 5-1l mm de diámetro, hemisféricas en la fructificación, axilares, multifloras, rara vez con 5-6 flores, sobre pedúnculos de hasta 15 mm, generalmente más cortos que las hojas. El fruto es una legumbre ligeramente exerta. Tiene un número de cromosomas de 2n = 16. Florece en junio.

## Distribución y hábitat
Se encuentra en herbazales, en substrato con cierta capacidad de retención de agua; a una altitud de 0-1500(-2000) metros en el SW de Europa continental, Córcega, Marruecos y Macaronesia (Azores y Madeira). 

## Taxonomía
Trifolium cernuum fue descrita por Félix de Avelar Brotero y publicado en Phytographia Lusitaniae Selectior, seu novarum, rariorum, et aliarum minus cognitarum 1: 150–151, pl. 62. 1816.
Etimología
Trifolium: nombre genérico derivado del latín que significa "con tres hojas".
cernuum: epíteto latino que significa "de color blanco y púrpura".
Sinonimia
- Trifolium cernuum subsp. perreymondii (Gren.) P.Fourn.
- Trifolium parviflorum sensu auct.
- Trifolium perreymondii Gren.
- Trifolium retusum subsp. cernuum C.Vicioso & M.Lainz[5][6]